# Ubisoft
Ubisoft Entertainment S.A. (укр. Юбісофт Ентертеймент, раніше Ubi Soft) — французька компанія, яка займається видавництвом та розробкою відеоігор, зі штаб-квартирою в Монтреї (Сена-Сен-Дені), Франція. Компанія має представництва по всьому світі: 25 студій в 17 країнах світу, включаючи Канаду, Іспанію, Китай, США, Німеччину, Болгарію, Україну, Румунію, Італію, та філії у 26 країнах світу. Ubisoft є одним з найбільших ігрових видавців в Європі та США.

## Історія
П'ятеро братів Гіймо заснували Ubi Soft в березні 1986 року у Франції. Назва «Ubi Soft» була обрана, щоб відображати ідею «всюдисущого» (ubiquitous) програмного забезпечення. Ів Гіймо скоро налагодив справи з Electronic Arts, Sierra On-Line та Microprose на видання їхніх ігор у Франції. Наприкінці десятиліття Ubi Soft розширилася на інші ігрові ринки, включаючи США, Велику Британію та Німеччину.
В 1994 році Ubisoft відкрили свою студію з розробки ігор в Монреалі (Канада) яка пізніше стала їх головним офісом. В цьому ж році Мішель Ансель створив гру Rayman, головний персонаж якої, Рейман, з'являється в іграх Ubisoft дотепер. В 1996 році Ubisoft відкрила додаткові офіси в Шанхаї та Монреалі.
У 2000 році Ubi Soft придбала американську студію Red Storm Entertainment, розробника ігор за мотивами книг Тома Кленсі. У 2001 році компанія придбала Blue Byte Software, відому по серії Settlers. 5 жовтня 2009 року Ubisoft викуповує маленьку студію Nadeo, засновану у 2000 році, яка відома за проєктами TrackMania, Virtual, ShootMania та QuestMania. У 2003 році співробітники компанії працювали вже у 22 країнах світу. Ubisoft створила багато успішних і нагороджених призами ігор, серед яких Assassin's Creed, Tom Clancy's Splinter Cell, Prince of Persia: The Sands of Time, XIII, Far Cry 2, Rayman 3, Tom Clancy's Rainbow Six 3: Raven Shield, Beyond Good & Evil і Watch Dogs.
У 2002—2003 звітних роках дохід Ubi Soft склав € 453 млн; за 2003—2004 — € 508 млн і вже працювало понад 2350 співробітників.
На початку 2000 Ubi Soft намагалися вийти на ринок онлайнових ігор, спродюсувавши  Uru: Ages Beyond Myst, The Matrix Online, і європейські та китайські операції для EverQuest. У лютому 2004, Ubisoft скасовують підтримку Uru і відмовляються від видання The Matrix Online. Через тиждень компанія анонсує покупку студії Wolfpack Studios, розробників MMORPG та Shadowbane, а в липні 2004, в Tom Clancy's Splinter Cell: Pandora Tomorrow випущеному на Xbox та PlayStation 2 з'являється революційний мультиплєєрний режим.
9 вересня 2003 року Ubi Soft оголосила про те, що вона змінить свою назву на Ubisoft, і представила новий логотип, відомий як «вир».
20 грудня 2004 року Electronic Arts (EA) придбала 19,9 % компанії Ubisoft. Ubisoft назвала покупку «ворожою» з боку EA.
У березні 2005 року Ubisoft придбала MC2-Microids (Microids Canada) і поєднала їх з Ubisoft Montreal. В липні 2006 Ubisoft придбала права на серію Driver в Atari за € 19 мільйонів (USD $ 24 мільйонів), крім того, всі розробники з Reflections Interactive, що створювали Driver, стали співробітниками Ubisoft.
29 квітня 2008 року оголошено про заснування українського підрозділу — Ubisoft Ukraine.
3 травня 2011 року компанія створила кіностудію Ubisoft Motion Pictures, ця компанія буде працювати над розробкою фільмів за мотивами ігор.
Приблизно з 2015 року французька медіакомпанія Vivendi почала розширювати свої медіаактиви через поглинання та інші бізнес-угоди. Окрім рекламної компанії Havas, Ubisoft була однією з перших цільових компаній, ідентифікованих Vivendi, яка станом на вересень 2017 року мала оціночну вартість у 6,4 мільярда доларів США. У двох діях у жовтні 2015 року Vivendi придбала акції Ubisoft, отримавши 10,4% частки компанії, що Ів Гіймо назвав «небажаним» кроком і побоювався ворожого поглинання.
На момент щорічних зборів ради директорів Ubisoft у вересні 2016 року Vivendi отримала 23% акцій, тоді як родина Гіймо змогла збільшити свою частку голосів до 20%. На зборах ради було висунуто прохання включити представників Vivendi до ради директорів, враховуючи розмір їхньої частки. Родина Гіймо виступила проти цього, наголошуючи, що Vivendi слід розглядати як конкурента, і їм вдалося переконати інших учасників голосування відмовити Vivendi у місцях у раді директорів.
20 березня 2018 року Ubisoft і Vivendi уклали угоду, яка припинила будь-які потенційні спроби поглинання. Vivendi погодилася продати всі свої акції, понад 30 мільйонів, іншим сторонам і зобов’язалася не купувати акції Ubisoft протягом 5 років. Частина цих акцій була продана Tencent, яка після угоди володіла приблизно 5,6 мільйонами акцій Ubisoft (близько 5% від усіх акцій). Того ж дня Ubisoft оголосила про партнерство з Tencent для допомоги виведенню своїх ігор на китайський ринок. Vivendi повністю позбулася своїх акцій Ubisoft до березня 2019 року.
У зв'язку з пандемією COVID-19 та, як наслідок, скасування щорічної відеоігрової виставки «Electronic Entertainment Expo» 2020 року, Ubisoft представила власний повністю цифровий захід під назвою «Ubisoft Forward», який має відбутися 12 липня 2020-го.
У квітні 2021 року стало відомо, що компанія у рамках партнерства з компанією Nomadic Labs стане одним із вузлів-валідаторів екосистеми Tezos, продовжуючи власні дослідження застосування технології блокчейн у відеоіграх.
У вересні 2022 року Tencent інвестувала ще 300 мільйонів євро в Guillemot Brothers Limited, компанію, яка володіє частиною власності Guillemots в Ubisoft. Це дало Tencent 49,9% власності в цій холдинговій компанії та збільшило частку прав голосу Guillemots в Ubisoft приблизно до 30%. Ів Гіймо сказав, що Tencent буде тісно співпрацювати з Ubisoft, допомагаючи вивести їхні ігри в Китай, одночасно допомагаючи виплачувати борги Ubisoft і запобігаючи потенційному викупу компанії.
У грудні 2024 року Ubisoft оголосила, що їхня безкоштовна гра XDefiant буде закрита у червні 2025 року, менш ніж через рік після її початкового релізу. Також було оголошено про закриття головної студії-розробника гри Ubisoft San Francisco та Ubisoft Osaka, що призвело до звільнення до 277 співробітників.
У 2024 році, згідно з повідомленням ресурсу iTECHua, компанія Ubisoft зіткнулася з низкою невдач, включно з провальними релізами Skull and Bones, XDefiant і Star Wars Outlaws, що поставило її у вкрай скрутне становище, відповідно 2025 рік — вирішить подальшу долю компанії.
У січні 2025 року повідомлялося, що родина Гіймо розглядала можливість виокремлення певних активів Ubisoft у нову дочірню компанію, що дозволило б Tencent здійснити цільові інвестиції для підвищення загальної вартості компанії. 27 березня 2025 року Ubisoft оголосила про створення цієї дочірньої компанії, яка буде присвячена провідним франшизам Assassin's Creed, Far Cry та Rainbow Six. Дочірня компанія включатиме активи та команди розробників цих франшиз, а також матиме окреме керівництво.
Tencent інвестує 1,16 мільярда євро в нову дочірню компанію, отримавши 25% частку при оцінці в 4 мільярди євро. Вартість цієї дочірньої компанії перевищує поточну оцінку самої Ubisoft, що ґрунтується на переконанні Tencent, ніби ці франшизи недооцінені. Ubisoft заявила, що дочірня компанія «зосередиться на створенні ігрових екосистем, які стануть по-справжньому довготривалими та мультиплатформеними». Очікується, що угода буде завершена до кінця 2025 року.

### Скандали
У рамках руху #MeToo у червні та липні 2020 року кілька співробітників Ubisoft звинуватили у неналежній поведінці як зсередини компанії, так і з зовнішніх джерел. За даними внутрішнього розслідування Ubisoft та дослідження газети Libération, виявили, що деякі співробітники мали записи про сексуальні домагання та проблемну поведінку, що тривала до 10 років, які ігнорувалися відділами кадрів. Унаслідок цього кілька співробітників або пішли з компанії, або були звільнені, зокрема Серж Хаске, Максім Белан, співзасновник Ubisoft Toronto, і Янніс Малла, керуючий директор канадських студій Ubisoft. Ів Гіймо впровадив зміни в компанії, щоб вирішити ці проблеми, та продовжив розслідування масштабів звинувачень.
16 жовтня 2024 року понад 700 співробітників Ubisoft у Франції розпочали триденний страйк на знак протесту проти вимоги компанії повернутися до офісу три дні на тиждень. Страйк, організований профспілкою STJV, охопив офіси Ubisoft у Парижі, Монпельє, Ліоні та Ансі. Працівники висловили невдоволення відсутністю гнучкості, підвищенням заробітної плати та розподілом прибутку, які, на їхню думку, компанія ігнорує. Станом на жовтень 2024 року, Ubisoft не відповіла на вимоги профспілки.

## Підрозділи
1. Ubisoft Tiwak
2. Ubisoft Montpellier
3. Ubisoft Paris
4. Ubisoft Annecy
5. Ubisoft Milan
6. Ubisoft Montreal
7. Ubisoft Quebec
8. Ubisoft Vancouver
9. Ubisoft Shanghai
10. Ubisoft Chengdu
11. Ubisoft Singapore
12. Ubisoft Tokyo — розпочали свою діяльність в 1994 році як дистриб'ютор і локалізатор ігор, вироблених іншими дочірніми компаніями, на японську мову.
13. Ubisoft Bucharest
14. Ubisoft Kyiv
15. Ubisoft Odesa
16. Ubisoft Moscow[46]
17. Ubisoft Poland
18. Ubisoft São Paulo
19. Ubisoft Barcelona
20. Ubisoft Barcelona Mobile — розташована в Барселоні, Іспанія, була заснована як Microjocs Mobile у 2002 році[47]. Серед розробок Ubisoft Barcelona Mobile – Galaxy Life та Might & Magic: Elemental Guardians. Станом на травень 2021 року в студії працює понад 70 співробітників[48].
21. Ubisoft Motion Pictures — кіностудія, знімає фільми по мотивах ігор.
22. Ubisoft Digital Arts — компанія з виробництва ігор з фільмів.
23. Ubisoft India — компанія в місті Пуна, Індія. Раніше належала Gameloft; була поглинена у 2008[49][50].
24. Ubisoft Casablanca
25. Ubisoft Madrid — другий, після барселонського, підрозділ Ubisoft в Іспанії. Після відкриття у 2001 році, силами студії було розроблено декілька квестів, заснованих на телесеріалі «CSI: Місце злочину»[51].
26. Ubisoft Bulgaria
27. Ubisoft Toronto
28. Ubisoft Germany
29. Ubisoft Reflections
30. Ubisoft Red Storm
31. Ubisoft Massive
32. Ubisoft Blue Byte
33. Future Games Of London
34. Nadeo
35. Sunflowers Interactive
36. Wolfpack Studios (закрита)
37. Sinister Games (закрита)
38. Ubisoft San Francisco (закрита) — 3 грудня 2024 року було оголошено, що Ubisoft закриває студію, що торкнулося 143 людей. Останню гру Ubisoft San Francisco, XDefiant, також було оголошено про закриття через те, що вона не залучила або не утримала достатньо гравців[52].
39. Ubisoft San Osaka (закрита) — 3 грудня 2024 року було оголошено про закриття студії Ubisoft, що торкнулося 134 людей[52].
40. Ubisoft London (закрита) — 14 вересня 2023 року було оголошено, що Ubisoft закриє студію, що вплине на 54 людей. Розробку та управління серією Hungry Shark буде передано студії Ubisoft Barcelona Mobile[53].

## Технології

### Ubisoft Connect
Ubisoft Connect, раніше відомий як Uplay — це сервіс цифрової дистрибуції, управління цифровими правами, багатокористувацької гри та комунікації для ПК, створений компанією Ubisoft. Вперше він був запущений разом із грою Assassin's Creed II як програма винагород, що дозволяла заробляти бали за досягнення у грі, які можна було обміняти на внутрішньоігровий контент. Згодом сервіс перетворився на десктопний клієнт та магазин для комп’ютерів на базі Windows, додаючи нові функції. Ubisoft потім виокремила програму винагород у форматі програми Ubisoft Club, яку інтегрували з Uplay.
Ubisoft Connect було анонсовано в жовтні 2020 року як заміну Uplay та Ubisoft Club і запущено 29 жовтня 2020 року разом із виходом Watch Dogs: Legion. Ubisoft Connect замінив функції Uplay та клубу, додавши підтримку кросплатформеної гри та збереження прогресу на різних платформах для деяких ігор. Сервіс зберіг систему прогресу винагород, яка дозволяє отримувати доступ до внутрішньоігрового контенту. Проте деякі ігри, доступні в Uplay, не були оновлені для підтримки цих функцій винагород, які існували в Ubisoft Club; для таких ігор Ubisoft автоматично відкрила всі винагороди для всіх гравців.
Uplay/Ubisoft Connect також служить для управління цифровими правами на ігри Ubisoft на комп’ютерах з Windows. Це викликало критику на початкових етапах, оскільки деякі ігри вимагали постійного підключення до Інтернету для перевірки прав, що призводило до втрати збережених даних гри у разі втрати з’єднання. Ситуація ускладнилася після атак типу «відмова в обслуговуванні» (DDoS) на сервери Ubisoft, що зробило ігри компанії непрацездатними через цю систему DRM. Зрештою Ubisoft відмовилася від схеми постійного підключення DRM, однак всі ігри Ubisoft досі вимагають перевірки на сервері Uplay/Ubisoft Connect під час запуску.

### Ігрові рушії

#### Ubisoft Anvil
Ubisoft Anvil, раніше відомий як Scimitar — це власний ігровий рушій, розроблений компанією Ubisoft Montreal у 2007 році для створення першої гри серії Assassin's Creed. З того часу рушій був значно розширений і використовується для більшості ігор серії Assassin's Creed та інших ігор Ubisoft, включаючи Ghost Recon Wildlands, Ghost Recon Breakpoint та For Honor.

#### Disrupt
Ігровий рушій Disrupt був розроблений компанією Ubisoft Montreal і використовується для ігор серії Watch Dogs. На створення рушія розробники витратили чотири роки. Більшість компонентів Disrupt були створені з нуля. Рушій використовує багатопотоковий рендеринг і працює на фізично коректному (physically-based) рендеринговому конвеєрі із деякими технічними вдосконаленнями, які дозволяють реалізувати більш просунуті ефекти.
Disrupt також має функцію, яка дозволяє гравцям підключатися до гри інших користувачів і відключатися від неї без серйозних порушень ігрового середовища чи прогресу в сюжеті. Управління відкритим світом у рушії походить із AnvilNext, а системи рослинності та штучного інтелекту — із Dunia. Деякі елементи рушія спочатку були розроблені для іншої гри в серії Driver.

#### Dunia
Рушій Dunia є програмним відгалуженням CryEngine, який спочатку розробила компанія Crytek, але з модифікаціями, внесеними Ubisoft Montreal. CryEngine на той час дозволяв відтворювати деякі зовнішні середовища. Crytek створила демонстрацію свого рушія під назвою X-Isle: Dinosaur Island, яку було продемонстровано на виставці Electronic Entertainment Expo у 1999 році. Ubisoft побачила цю демонстрацію та замовила Crytek розробити повноцінну гру на її основі, що стала першою грою серії Far Cry, випущеною у 2004 році. Того ж року Electronic Arts уклала угоду з Crytek про створення зовсім іншої гри на покращеній версії CryEngine, що залишило Crytek без можливості продовжувати роботу над Far Cry. Ubisoft доручила Ubisoft Montreal розробити консольні версії Far Cry і домовилася з Crytek про отримання всіх прав на серію Far Cry та довічну ліцензію на використання CryEngine.
Розробляючи Far Cry 2, Ubisoft Montreal модифікувала CryEngine, додавши руйновані середовища та більш реалістичний фізичний рушій. Ця модифікована версія стала відома як рушій Dunia, який дебютував разом із Far Cry 2 у 2008 році. Ігровий рушій Dunia продовжували вдосконалювати, додаючи, наприклад, погодні системи, і він став основою для всіх майбутніх ігор серії Far Cry, а також гри Avatar: The Game, розробленої Ubisoft Montreal.
Ubisoft представила рушій Dunia 2 вперше у Far Cry 3 у 2012 році. Він був створений для покращення продуктивності ігор на базі Dunia на консолях і додавання складніших функцій рендерингу, таких як глобальне освітлення. Рушій Dunia 2 ще більше вдосконалили для Far Cry 4 та Far Cry 5. За словами Ремі Кенена, одного з архітекторів рушія в Ubisoft Montreal, стан Dunia на 2017 рік включав такі елементи: «рослинність, симуляція вогню, руйнування, транспортні засоби, системний ШІ, дика природа, погодні умови, цикли день/ніч, [та] нелінійне розповідання історій», які є характерними для ігор серії Far Cry. У Far Cry 6 Ubisoft додала нові функції до рушія Dunia 2, зокрема підтримку трасування променів у версії для ПК та підтримку відкритої технології змінної роздільної здатності від AMD – FidelityFX Super Resolution. Окрім основних ігор серії Far Cry, рушій Dunia 2 також використовується у спін-оффах, таких як Far Cry 3: Blood Dragon, Far Cry Primal і Far Cry New Dawn.

#### Snowdrop
Ігровий рушій Snowdrop був спільно розроблений компанією Massive Entertainment та Ubisoft для гри Tom Clancy's The Division. Основою рушія є «система вузлів» (англ. node-based system), яка спрощує процес об'єднання різних систем, таких як рендеринг, штучний інтелект, сценарії місій та інтерфейс користувача.
Рушій також використовується в інших іграх Ubisoft, таких як South Park: The Fractured but Whole, Mario + Rabbids Kingdom Battle, Starlink: Battle for Atlas, Avatar: Frontiers of Pandora, та Star Wars Outlaws.

## Ігри
За словами Гійємо, Ubisoft усвідомила, що ігри з відкритим світом, які забезпечують плавний перехід між одиночним та багатокористувацьким режимами, приносять гравцям більше задоволення. Це спонукало компанію перейти від створення виключно одноосібних ігор до тих, що підключені до інтернету. За словами Гійємо, всередині Ubisoft вони називають цей переломний момент як «до The Division» і «після The Division».
В інтерв'ю для The Verge Анн Блондель-Жуен, виконавча продюсерка гри The Crew, яка пізніше стала віцепрезиденткою з питань живих сервісів, зазначила, що The Crew була однією з перших ігор Ubisoft, які вимагали постійного інтернет-з'єднання для гри. Це викликало занепокоєння як у гравців, так і всередині самої компанії.
Найвідомішими серіями ігор Ubisoft є: Splinter Cell, Heroes Of Might And Magic, Prince Of Persia, Ghost Recon, Rainbow Six, Far Cry та Assassin's Creed.